# 洪可新
洪可新（2002年1月6日—），河南夏邑人，中国女子摔跤运动员。她曾代表中国参加2024年夏季奥林匹克运动会摔跤比赛，获得女子自由式57公斤级铜牌。她也曾参加2022年亚洲运动会。